# 西咸轨道公司
西咸新区轨道交通投资建设有限公司，简称西咸轨道，于2013年11月成立，有4.25亿元人民币注册资本，负责西咸新区轨道交通项目投资、建设、资源开发和运营管理等工作。该公司于2015年开工西安地铁1号线2期，于2017年开工西安地铁5号线西咸新区段。2023年，该公司运营的西咸新区智轨开通。